# Latiblattella rehni
Latiblattella rehni är en kackerlacksart som beskrevs av Morgan Hebard 1917. Latiblattella rehni ingår i släktet Latiblattella och familjen småkackerlackor. Inga underarter finns listade i Catalogue of Life.